# Плахетко, Марьян Иванович
Марьян Иванович Плахетко (1 марта 1945, Нижанковичи, Дрогобычская область — 22 февраля 2020, Москва) — советский футболист, защитник и футбольный функционер. Известен по своим выступлениям за московский ЦСКА, в составе которого в 1970 году стал чемпионом СССР. Мастер спорта СССР. Сыграл два матча за сборную СССР. Полковник запаса.

## Биография

### Клубная карьера
С детства увлекался футболом, в 13 лет он выступал за взрослую команду посёлка. В 1961 году начал выступления в команде «Трудовые резервы» (Львов). В 1963 году был приглашён в львовские «Карпаты», за которые выступал до 1964 года, когда был призван в армию. Прошёл курс молодого бойца в Львовском политучилище, после чего был приглашён в СКА Львов, который тренировал Сергей Шапошников.
В 1967 году ЦСКА возглавил Всеволод Бобров, он был инициатором вызова Плахетко в расположение московского клуба, несмотря на то, что до демобилизации тому оставалось два месяца, и у Плахетко была договорённость с донецким «Шахтёром». Плахетко до последнего отказывался от продолжения карьеры в ЦСКА, поскольку опасался конкуренции среди защитников, отказался от поездки в Японию, однако сдался после того, как с подачи Боброва ему было присвоено звание младшего лейтенанта. Сразу же стал выходить на поле в основном составе и поставил персональный рекорд — забил три мяча.[уточнить] После смены главного тренера Плахетко стал реже выходить на поле, поскольку в ЦСКА был очень сильная защитная линия, костяк которой составляли игроки сборной СССР: Шестернёв, Капличный, Афонин, Истомин, Пономарёв. Наиболее удачно для футболиста сложился сезон 1970 года, в котором ЦСКА в упорной борьбе с московским «Динамо» стал чемпионом СССР.
После сезона 1974 года Плахетко решил закончить выступления за ЦСКА, позже играл в сборной ГСВГ, где выступал в клубах нижних лиг ГДР. В 1976—1980 выступал за «Мотор» (Хеннингсдорф) во 2-й лиге.
Обучался в Высшей школе тренеров. Работал начальником команды в ЦСКА (1983, 1986—1987, 2001) и «Торпедо» (1997—1998).
В 1991—1996 годах был начальником отдела спортигр Спорткомитета МО СССР и РФ. Работал начальником международного отдела ЦСКА.
Похоронен на муниципальном кладбище «Аносино» сельского поселения Обушковское Истринского района Московской области.

### Карьера в сборной
За сборную сыграл два матча, первый в 1968 году против сборной Австрии, а второй в 1971 году против сборной Мексики, однако из-за высокой конкуренции в команде не закрепился.

## Достижения

### Командные
- Чемпион СССР: 1970

### Личные
- Мастер спорта СССР с 1968 года

## Семья
Сын Андрей играл в дубле ЦСКА, других московских командах. С 2000 — тренер ДЮСШ ЦСКА.